# Liste der Baudenkmale in Salzhemmendorf
In der Liste der Baudenkmale in Salzhemmendorf sind die Baudenkmale des niedersächsischen Fleckens Salzhemmendorf und seiner Ortsteile aufgelistet.

## Allgemein
In den Spalten befinden sich folgende Informationen:
- Lage: die Adresse des Baudenkmales und die geographischen Koordinaten. Kartenansicht, um Koordinaten zu setzen. In der Kartenansicht sind Baudenkmale ohne Koordinaten mit einem roten Marker dargestellt und können in der Karte gesetzt werden. Baudenkmale ohne Bild sind mit einem blauen Marker gekennzeichnet, Baudenkmale mit Bild mit einem grünen Marker.
- Bezeichnung: Bezeichnung des Baudenkmales
- Beschreibung: die Beschreibung des Baudenkmales. Unter § 3 Abs. 2 NDSchG werden Einzeldenkmale und unter § 3 Abs. 3 NDSchG Gruppen baulicher Anlagen und deren Bestandteile ausgewiesen.
- ID: die Objekt-ID des Baudenkmales
- Bild: ein Bild des Baudenkmales, ggf. zusätzlich mit einem Link zu weiteren Fotos des Baudenkmals im Medienarchiv Wikimedia Commons. Wenn man auf das Kamerasymbol klickt, können Fotos zu Baudenkmalen aus dieser Liste hochgeladen werden:

## Ahrenfeld
Baudenkmale im Ortsteil Ahrenfeld.
| Lage                                        | Bezeichnung    | Beschreibung | ID       | Bild |
| ------------------------------------------- | -------------- | ------------ | -------- | ---- |
| Burgstraße 5 52° 4′ 0″ N, 9° 38′ 44″ O      | Wohnhaus       |              | 31288334 | BW   |
| Heinser Straße 52° 4′ 6″ N, 9° 38′ 42″ O    | Kriegerdenkmal |              | 31288354 | BW   |
| Heinser Straße 12 52° 4′ 6″ N, 9° 38′ 41″ O | Wohnhaus       |              | 31288375 | BW   |
| Kummerstraße 1 52° 4′ 4″ N, 9° 38′ 43″ O    | Schule         |              | 31288396 | BW   |

## Benstorf
Baudenkmale im Ortsteil Benstorf.

### Gruppe: Kirche und Kirchhof Kirchgraben
Die Gruppe „Kirche und Kirchhof Kirchgraben“ hat die ID 31288085.

| Lage                                    | Bezeichnung         | Beschreibung     | ID       | Bild |
| --------------------------------------- | ------------------- | ---------------- | -------- | ---- |
| Kirchgraben 5 52° 5′ 32″ N, 9° 39′ 4″ O | St.-Johannis-Kirche | Kirche (Bauwerk) | 31288541 | BW   |
| Kirchgraben 52° 5′ 33″ N, 9° 39′ 4″ O   | Kirchhof            |                  | 31288563 | BW   |

### Einzelbaudenkmale
| Lage                                    | Bezeichnung              | Beschreibung | ID       | Bild |
| --------------------------------------- | ------------------------ | ------------ | -------- | ---- |
| Am Wehr 1 52° 5′ 30″ N, 9° 39′ 0″ O     | Scheune                  |              | 31288417 | BW   |
| Hirtengasse 2 52° 5′ 34″ N, 9° 39′ 3″ O | Schule                   |              | 31288438 | BW   |
| Hirtengasse 8 52° 5′ 34″ N, 9° 39′ 8″ O | Wohn-/Wirtschaftsgebäude |              | 31288459 | BW   |
| Kirchgraben 52° 5′ 33″ N, 9° 39′ 1″ O   | Kriegerdenkmal           |              | 31288480 | BW   |
| Kirchgraben 52° 5′ 33″ N, 9° 39′ 1″ O   | Kriegerdenkmal           |              | 31288501 | BW   |
| Kirchgraben 52° 5′ 33″ N, 9° 39′ 1″ O   | Kreuzstein               |              | 31288522 | BW   |
| Steinweg 34 52° 5′ 36″ N, 9° 38′ 59″ O  | Wohnhaus                 |              | 31288604 | BW   |

## Hemmendorf
Baudenkmale im Ortsteil Hemmendorf.

### Gruppe: Hofanlage, Alte Heerstraße 14
Die Gruppe „Hofanlage, Alte Heerstraße 14“ hat die ID 31288173.

| Lage                                         | Bezeichnung | Beschreibung | ID       | Bild |
| -------------------------------------------- | ----------- | ------------ | -------- | ---- |
| Alte Heerstraße 14 52° 5′ 1″ N, 9° 36′ 11″ O | Wohnhaus    |              | 31288667 | BW   |
| Alte Heerstraße 14 52° 5′ 1″ N, 9° 36′ 12″ O | Stall       |              | 31288692 | BW   |
| Alte Heerstraße 14 52° 5′ 1″ N, 9° 36′ 12″ O | Scheune     |              | 31288717 | BW   |

### Einzelbaudenkmale
| Lage                                                     | Bezeichnung              | Beschreibung     | ID       | Bild           |
| -------------------------------------------------------- | ------------------------ | ---------------- | -------- | -------------- |
| L 462, km 0,0 / L 425, km 0,3 52° 4′ 55″ N, 9° 35′ 52″ O | „Hogurusstein“           | Kreuzstein       | 31288625 |                |
| Alte Heerstraße 15 52° 5′ 2″ N, 9° 36′ 9″ O              | Wohnhaus                 |                  | 31288742 | BW             |
| Alte Heerstraße 20 52° 5′ 1″ N, 9° 36′ 15″ O             | Scheune                  |                  | 31288763 | BW             |
| Alte Heerstraße 29 52° 5′ 2″ N, 9° 36′ 14″ O             | Wohnhaus                 |                  | 31288805 | BW             |
| Alte Heerstraße 28/30 52° 5′ 2″ N, 9° 36′ 19″ O          | Doppelwohnhaus           |                  | 31288784 | BW             |
| Alte Heerstraße 37 52° 5′ 3″ N, 9° 36′ 18″ O             | Wohnhaus                 |                  | 31288826 | BW             |
| Alte Heerstraße 49 52° 5′ 3″ N, 9° 36′ 24″ O             | Wohn-/Wirtschaftsgebäude |                  | 31288848 | BW             |
| Alter Schulhof 1 52° 5′ 0″ N, 9° 36′ 8″ O                | Kirche (Bauwerk)         |                  | 31288947 | Weitere Bilder |
| Alter Schulhof 4 52° 5′ 0″ N, 9° 36′ 5″ O                | Schule                   |                  | 31289008 | BW             |
| Beekstraße 2 52° 4′ 59″ N, 9° 36′ 12″ O                  | Wohnhaus                 |                  | 31289093 | BW             |
| Besenbinderstraße 52° 4′ 54″ N, 9° 36′ 35″ O             | WL Saale                 | Brücke (Bauwerk) | 31288647 | BW             |
| In der Meisterei 52° 4′ 52″ N, 9° 36′ 16″ O              | WL Saale                 | Brücke (Bauwerk) | 31288926 | BW             |
| Kirchhofstraße 10 52° 5′ 1″ N, 9° 36′ 2″ O               | Wohnhaus                 |                  | 31288987 | BW             |
| Kirchhofstraße 24 52° 4′ 58″ N, 9° 36′ 3″ O              | Wohnhaus                 |                  | 31289030 | BW             |
| Kirchhofstraße 26 52° 4′ 58″ N, 9° 36′ 4″ O              | Wohnhaus                 |                  | 31289051 | BW             |
| Kirchhofstraße 28 52° 4′ 58″ N, 9° 36′ 5″ O              | Pfarrhaus                |                  | 31289072 | BW             |
| Kirchhofstraße 52° 5′ 0″ N, 9° 36′ 8″ O                  | Kreuzstein               |                  | 31288968 | BW             |
| Spritzenturm 52° 5′ 0″ N, 9° 36′ 18″ O                   | Spritzenhaus             |                  | 31289114 | BW             |
| Vor dem Tore/Riedackerweg 52° 5′ 0″ N, 9° 35′ 56″ O      | Jüdischer Friedhof       | Friedhof         | 31292677 | BW             |

## Lauenstein
Baudenkmale im Ortsteil Lauenstein.

### Gruppe: Hofanlage Im Flecken 44
Die Gruppe „Hofanlage Im Flecken 44“ hat die ID 31288008.

| Lage                                     | Bezeichnung | Beschreibung | ID       | Bild |
| ---------------------------------------- | ----------- | ------------ | -------- | ---- |
| Im Flecken 44 52° 4′ 38″ N, 9° 33′ 19″ O | Wohnhaus    |              | 31289709 | BW   |
| Im Flecken 44 52° 4′ 39″ N, 9° 33′ 19″ O | Stall       |              | 31289749 | BW   |
| Im Flecken 44 52° 4′ 39″ N, 9° 33′ 20″ O | Scheune     |              | 31289729 | BW   |

### Gruppe: Hofanlage Knabenburg Im Flecken 48
Die Gruppe „Hofanlage Knabenburg Im Flecken 48“ hat die ID 31288019.

| Lage                                     | Bezeichnung  | Beschreibung | ID       | Bild |
| ---------------------------------------- | ------------ | ------------ | -------- | ---- |
| Im Flecken 48 52° 4′ 39″ N, 9° 33′ 17″ O | „Knabenburg“ | Wohnhaus     | 31289769 |      |
| Im Flecken 48 52° 4′ 39″ N, 9° 33′ 17″ O | „Knabenburg“ | Wohnhaus     | 31294128 | BW   |
| Im Flecken 48 52° 4′ 38″ N, 9° 33′ 18″ O | Mauer        |              | 31289793 | BW   |

### Gruppe: Kirche und Pfarre Im Flecken
Die Gruppe „Kirche und Pfarre Im Flecken“ hat die ID 31288030.

| Lage                                     | Bezeichnung        | Beschreibung     | ID       | Bild |
| ---------------------------------------- | ------------------ | ---------------- | -------- | ---- |
| Im Flecken 50 52° 4′ 39″ N, 9° 33′ 15″ O | St.-Nikolai-Kirche | Kirche (Bauwerk) | 31289827 |      |
| Im Flecken 50 52° 4′ 39″ N, 9° 33′ 15″ O | Mauer              |                  | 31289851 | BW   |
| Im Flecken 52 52° 4′ 39″ N, 9° 33′ 16″ O | Pfarrhaus          |                  | 31289869 |      |
| Im Flecken 52 52° 4′ 40″ N, 9° 33′ 16″ O | Wirtschaftsgebäude |                  | 31289891 | BW   |
| Im Flecken 52 52° 4′ 40″ N, 9° 33′ 15″ O | Backhaus           |                  | 31289911 | BW   |

### Gruppe: Jüdischer Friedhof, Lauenstein
Die Gruppe „Jüdischer Friedhof, Lauenstein“ hat die ID 31288186.

| Lage                       | Bezeichnung        | Beschreibung | ID       | Bild           |
| -------------------------- | ------------------ | ------------ | -------- | -------------- |
| 52° 4′ 31″ N, 9° 33′ 29″ O | Jüdischer Friedhof | Friedhof     | 31292696 | Weitere Bilder |

### Gruppe: Burg Lauenstein
Die Gruppe „Burg Lauenstein“ hat die ID 31288052.

| Lage                                  | Bezeichnung     | Beschreibung | ID       | Bild           |
| ------------------------------------- | --------------- | ------------ | -------- | -------------- |
| Lauenstein 52° 4′ 35″ N, 9° 32′ 57″ O | Mauerreste      |              | 31289436 | Weitere Bilder |
| Lauenstein 52° 4′ 35″ N, 9° 32′ 57″ O | Wall und Graben |              | 31289453 |                |
| Lauenstein 52° 4′ 33″ N, 9° 32′ 56″ O | Turm (Bauwerk)  |              | 31289472 |                |

### Gruppe: Hofanlage Rennenberg 22/24
Die Gruppe „Hofanlage Rennenberg 22/24“ hat die ID 31288041.

| Lage                                    | Bezeichnung        | Beschreibung | ID       | Bild |
| --------------------------------------- | ------------------ | ------------ | -------- | ---- |
| Rennenberg 22 52° 4′ 42″ N, 9° 33′ 0″ O | Wohnhaus           |              | 31290056 | BW   |
| Rennenberg 22 52° 4′ 43″ N, 9° 33′ 0″ O | Wirtschaftsgebäude |              | 31290078 | BW   |

### Gruppe: Rittergut Hof Spiegelberg
Die Gruppe „Rittergut Hof Spiegelberg“ hat die ID 31288063.

| Lage                                    | Bezeichnung          | Beschreibung | ID       | Bild |
| --------------------------------------- | -------------------- | ------------ | -------- | ---- |
| Spiegelberg 52° 5′ 7″ N, 9° 34′ 16″ O   | Scheune              |              | 31289330 | BW   |
| Spiegelberg 52° 5′ 6″ N, 9° 34′ 13″ O   | Stall                |              | 31289352 | BW   |
| Spiegelberg 52° 5′ 5″ N, 9° 34′ 11″ O   | Pavillon (Bauwerk)   |              | 31289265 | BW   |
| Spiegelberg 52° 5′ 4″ N, 9° 34′ 10″ O   | Park                 |              | 31289398 | BW   |
| Spiegelberg 5 52° 5′ 4″ N, 9° 34′ 12″ O | Herrenhaus (Bauwerk) |              | 31289376 | BW   |
| Spiegelberg 52° 5′ 4″ N, 9° 34′ 15″ O   | Stall                |              | 31289286 | BW   |
| Spiegelberg 52° 5′ 5″ N, 9° 34′ 18″ O   | Scheune              |              | 31289308 | BW   |
| Spiegelberg 52° 5′ 3″ N, 9° 34′ 13″ O   | Stall                |              | 31289245 | BW   |
| Spiegelberg 52° 5′ 2″ N, 9° 34′ 13″ O   | Wohnhaus             |              | 31289221 | BW   |
| Spiegelberg 52° 5′ 2″ N, 9° 34′ 14″ O   | Wohnhaus             |              | 31289199 | BW   |
| Spiegelberg 52° 5′ 1″ N, 9° 34′ 16″ O   | Wohnhaus             |              | 31289154 | BW   |
| Spiegelberg 52° 5′ 0″ N, 9° 34′ 16″ O   | Stall                |              | 31289178 | BW   |

### Einzelbaudenkmale
| Lage                                           | Bezeichnung                     | Beschreibung     | ID       | Bild |
| ---------------------------------------------- | ------------------------------- | ---------------- | -------- | ---- |
| L 425, km 5,570 52° 4′ 4″ N, 9° 32′ 54″ O      | His.Grz.Hrz.Braun/Prov.Han/Preu | Grenzstein       | 31292495 | BW   |
| Am Knickbrink 10 52° 4′ 32″ N, 9° 33′ 23″ O    | Wohnhaus                        |                  | 31292831 | BW   |
| Hemmendorfer Straße 52° 4′ 50″ N, 9° 34′ 38″ O | Kreuzstein                      |                  | 31289135 | BW   |
| Hemmendorfer Straße 52° 4′ 51″ N, 9° 34′ 26″ O | St.-Annen-Kapelle               | Kirche (Bauwerk) | 31289491 |      |
| Hemmendorfer Straße 52° 4′ 51″ N, 9° 34′ 27″ O | Grabdenkmal I                   | Grabdenkmal      | 31289512 | BW   |
| Hemmendorfer Straße 52° 4′ 50″ N, 9° 34′ 26″ O | Grabdenkmal II                  | Grabdenkmal      | 31289535 | BW   |
| Hemmendorfer Straße 52° 4′ 50″ N, 9° 34′ 26″ O |                                 | Grabdenkmal      | 31289558 | BW   |
| Hemmendorfer Straße 52° 4′ 50″ N, 9° 34′ 27″ O | Grabdenkmal IV                  | Grabdenkmal      | 31289581 | BW   |
| Im Flecken 20 52° 4′ 40″ N, 9° 33′ 26″ O       | Wohn-/Wirtschaftsgebäude        |                  | 31289646 | BW   |
| Im Flecken 23 52° 4′ 38″ N, 9° 33′ 24″ O       | Wohnhaus                        |                  | 31289667 | BW   |
| Im Flecken 25 52° 4′ 38″ N, 9° 33′ 23″ O       | Wohnhaus                        |                  | 31289688 | BW   |
| Im Flecken 55 52° 4′ 37″ N, 9° 33′ 14″ O       | Backhaus                        |                  | 31289931 | BW   |
| Im Flecken 52° 4′ 37″ N, 9° 33′ 15″ O          | Mauer                           |                  | 31289604 | BW   |
| Im Flecken 59 52° 4′ 38″ N, 9° 33′ 12″ O       | Wohnhaus                        |                  | 31289952 | BW   |
| Im Flecken 52° 4′ 42″ N, 9° 33′ 21″ O          | Kriegerdenkmal                  |                  | 31289418 | BW   |
| Ithstraße 1 52° 4′ 36″ N, 9° 33′ 10″ O         | Amtsgericht                     |                  | 31289973 |      |
| Ithstraße 3 52° 4′ 34″ N, 9° 33′ 11″ O         | Schule                          |                  | 31290016 | BW   |
| Ithstraße 10 52° 4′ 33″ N, 9° 33′ 9″ O         | Mehrfamilienwohnhaus            | Wohnhaus         | 31290037 | BW   |

## Levedagsen
Baudenkmale im Ortsteil Levedagsen.

### Gruppe: Domäne Eggersen
Die Gruppe „Domäne Eggersen“ hat die ID 31287952.

| Lage                                       | Bezeichnung                  | Beschreibung                                       | ID       | Bild |
| ------------------------------------------ | ---------------------------- | -------------------------------------------------- | -------- | ---- |
| Domäne Eggersen 52° 2′ 59″ N, 9° 35′ 38″ O | Park                         |                                                    | 31290377 | BW   |
| Domäne Eggersen 52° 2′ 57″ N, 9° 35′ 37″ O | Sonnenuhr                    |                                                    | 31292884 | BW   |
| Domäne Eggersen 52° 2′ 57″ N, 9° 35′ 34″ O | Pächterwohnhaus              | Wohnhaus                                           | 31290142 | BW   |
| Domäne Eggersen 52° 2′ 58″ N, 9° 35′ 32″ O | Maschinenschuppen            | Schuppen (Bauwerk)                                 | 31290279 | BW   |
| Domäne Eggersen 52° 2′ 57″ N, 9° 35′ 30″ O | Schweinestall, Viehhaus      | Stall                                              | 31290263 | BW   |
| Domäne Eggersen 52° 2′ 54″ N, 9° 35′ 26″ O | Rindviehstall                | Stall                                              | 31290246 | BW   |
| Domäne Eggersen 52° 2′ 53″ N, 9° 35′ 27″ O | Rindviehstall                | Anbau (Gebäudeteil)                                | 31292961 | BW   |
| Domäne Eggersen 52° 2′ 56″ N, 9° 35′ 32″ O | Mehrzweckhalle               | Halle (Bauwerk)                                    | 31290296 | BW   |
| Domäne Eggersen 52° 2′ 56″ N, 9° 35′ 38″ O | WL Saale, Saale-Brücke       | Brücke (Bauwerk)                                   | 31290345 | BW   |
| Domäne Eggersen 52° 2′ 55″ N, 9° 35′ 37″ O | Waschhaus                    |                                                    | 31290328 | BW   |
| Domäne Eggersen 52° 2′ 55″ N, 9° 35′ 37″ O | Stall                        |                                                    | 31292869 | BW   |
| Domäne Eggersen 52° 2′ 55″ N, 9° 35′ 33″ O | Düngerschuppen               | Schuppen (Bauwerk)                                 | 31290312 | BW   |
| Domäne Eggersen 52° 2′ 54″ N, 9° 35′ 32″ O | WL Saale, Saale-Umflutbrücke | Brücke (Bauwerk)                                   | 31290361 | BW   |
| Domäne Eggersen 52° 2′ 53″ N, 9° 35′ 29″ O | Wohnhaus                     | (lt. Luftbild nicht mehr vorhanden)                | 31290168 | BW   |
| Domäne Eggersen 52° 2′ 53″ N, 9° 35′ 30″ O | Nebengebäude                 | zu Wohnhaus II (lt. Luftbild nicht mehr vorhanden) | 31290214 | BW   |
| Domäne Eggersen 52° 2′ 53″ N, 9° 35′ 28″ O | Wohnhaus                     |                                                    | 31290192 | BW   |
| Domäne Eggersen 52° 2′ 52″ N, 9° 35′ 29″ O | Nebengebäude                 | zu Wohnhaus III                                    | 31290230 | BW   |

### Einzelbaudenkmale
| Lage                                     | Bezeichnung       | Beschreibung | ID       | Bild |
| ---------------------------------------- | ----------------- | ------------ | -------- | ---- |
| Am Brunnen 1 52° 2′ 34″ N, 9° 36′ 56″ O  | Kapelle (Bauwerk) |              | 31290121 |      |
| Am Wellenbache 52° 2′ 28″ N, 9° 37′ 7″ O | Gefallenendenkmal |              | 46726478 | BW   |

## Ockensen
Baudenkmale im Ortsteil Ockensen.

### Gruppe: Hofanlage Bergstraße 6
Die Gruppe „Hofanlage Bergstraße 6“ hat die ID 31287886.

| Lage                                   | Bezeichnung        | Beschreibung | ID       | Bild |
| -------------------------------------- | ------------------ | ------------ | -------- | ---- |
| Bergstraße 6 52° 1′ 54″ N, 9° 36′ 3″ O | Wohnhaus           |              | 31290438 | BW   |
| Bergstraße 6 52° 1′ 54″ N, 9° 36′ 5″ O | Scheune            |              | 31290460 | BW   |
| Bergstraße 6 52° 1′ 55″ N, 9° 36′ 5″ O | Wirtschaftsgebäude |              | 31290504 | BW   |

### Einzelbaudenkmale
| Lage                                            | Bezeichnung              | Beschreibung | ID       | Bild |
| ----------------------------------------------- | ------------------------ | ------------ | -------- | ---- |
| Bergstraße 3 52° 1′ 51″ N, 9° 36′ 4″ O          | Kapelle (Bauwerk)        |              | 31290395 |      |
| Bergstraße 5 52° 1′ 52″ N, 9° 36′ 2″ O          | Wohnhaus                 |              | 31290482 | BW   |
| Saalestraße 52° 1′ 43″ N, 9° 36′ 17″ O          | Brücke (Bauwerk)         |              | 31290527 | BW   |
| Zum Wasserbaum 1 52° 1′ 50″ N, 9° 36′ 7″ O      | Wohnhaus                 |              | 31290569 | BW   |
| Zum Wasserbaum 3 52° 1′ 49″ N, 9° 36′ 7″ O      | Wohn-/Wirtschaftsgebäude |              | 31290548 | BW   |
| Zum Wasserbaum 10/10a 52° 1′ 48″ N, 9° 36′ 1″ O | Wohnhaus                 |              | 31290590 | BW   |
| Zum Wasserbaum 14 52° 1′ 47″ N, 9° 36′ 1″ O     | Wohn-/Wirtschaftsgebäude |              | 31290606 | BW   |

## Oldendorf
Baudenkmale im Ortsteil Oldendorf.

### Gruppe: Dorfstraße 28, Wohnhaus mit Längsdurchfahrtscheune
Die Gruppe „Dorfstraße 28, Wohnhaus mit Längsdurchfahrtscheune“ hat die ID 31288141.

| Lage                                    | Bezeichnung | Beschreibung | ID       | Bild |
| --------------------------------------- | ----------- | ------------ | -------- | ---- |
| Dorfstraße 28 52° 5′ 12″ N, 9° 38′ 6″ O | Wohnhaus    |              | 31290648 | BW   |
| Dorfstraße 28 52° 5′ 11″ N, 9° 38′ 5″ O | Scheune     |              | 31290670 | BW   |

### Gruppe: Kirche mit Kirchhof
Die Gruppe „Kirche mit Kirchhof“ hat die ID 31288074.

| Lage                                  | Bezeichnung               | Beschreibung     | ID       | Bild |
| ------------------------------------- | ------------------------- | ---------------- | -------- | ---- |
| Kirchweg 1 52° 5′ 22″ N, 9° 38′ 14″ O | St. Nikolaus, St. Nikolai | Kirche (Bauwerk) | 31290795 | BW   |
| Kirchweg 1 52° 5′ 22″ N, 9° 38′ 14″ O | Kirchhof                  |                  | 31290817 | BW   |

### Einzelbaudenkmale
| Lage                                       | Bezeichnung    | Beschreibung | ID       | Bild |
| ------------------------------------------ | -------------- | ------------ | -------- | ---- |
| Dorfstraße 10 52° 5′ 21″ N, 9° 38′ 9″ O    | Wohnhaus       |              | 31290627 | BW   |
| Friedhof 52° 5′ 18″ N, 9° 37′ 52″ O        | Kriegsmahnmal  |              | 31290690 | BW   |
| Heerstraße 52° 5′ 26″ N, 9° 38′ 6″ O       | Kriegerdenkmal |              | 31290713 | BW   |
| Heerstraße 52° 5′ 26″ N, 9° 38′ 12″ O      | Scheune        |              | 31290732 | BW   |
| Heerstraße 52° 5′ 25″ N, 9° 38′ 13″ O      | Scheune        |              | 31290753 | BW   |
| Industriestraße 52° 5′ 57″ N, 9° 38′ 11″ O | Schornstein    |              | 31290774 | BW   |

## Osterwald
Baudenkmale im Ortsteil Osterwald.

### Gruppe: Kriegerdenkmale Osterwald
Die Gruppe „Kriegerdenkmale Osterwald“ hat die ID 31288096.

| Lage                                        | Bezeichnung    | Beschreibung | ID       | Bild |
| ------------------------------------------- | -------------- | ------------ | -------- | ---- |
| Hohe Warte Straße 52° 6′ 32″ N, 9° 37′ 3″ O | Kriegsmahnmal  |              | 31290917 | BW   |
| Hohe Warte Straße 52° 6′ 32″ N, 9° 37′ 3″ O | Kriegerdenkmal |              | 31290871 |      |
| Hohe Warte Straße 52° 6′ 32″ N, 9° 37′ 2″ O | Kriegerdenkmal |              | 31290895 | BW   |

### Gruppe: Wohnhaus u. Nebengeb. Kastanienweg
Die Gruppe „Wohnhaus u. Nebengeb. Kastanienweg“ hat die ID 31288130.

| Lage                                      | Bezeichnung  | Beschreibung | ID       | Bild |
| ----------------------------------------- | ------------ | ------------ | -------- | ---- |
| Kastanienweg 1 52° 6′ 44″ N, 9° 37′ 27″ O | Wohnhaus     |              | 31290958 | BW   |
| Kastanienweg 1 52° 6′ 44″ N, 9° 37′ 28″ O | Nebengebäude |              | 31290980 | BW   |

### Gruppe: Wohnhaus mit Garten Kurhausbrink 6
Die Gruppe „Wohnhaus mit Garten Kurhausbrink 6“ hat die ID 31288107.

| Lage                                      | Bezeichnung | Beschreibung | ID       | Bild |
| ----------------------------------------- | ----------- | ------------ | -------- | ---- |
| Kurhausbrink 6 52° 6′ 48″ N, 9° 37′ 25″ O | Wohnhaus    |              | 31291021 | BW   |
| Kurhausbrink 6 52° 6′ 47″ N, 9° 37′ 26″ O | Garten      |              | 31291043 | BW   |

### Gruppe: Wohnhaus mit Garten Steigerbrink 16
Die Gruppe „Wohnhaus mit Garten Steigerbrink 16“ hat die ID 31288119.

| Lage                                          | Bezeichnung | Beschreibung | ID       | Bild |
| --------------------------------------------- | ----------- | ------------ | -------- | ---- |
| Steigerbrink 16 52° 6′ 44″ N, 9° 37′ 25″ O    | Wohnhaus    |              | 31291083 | BW   |
| Steigerbrink 14/16 52° 6′ 42″ N, 9° 37′ 25″ O | Garten      |              | 31291107 | BW   |

### Einzelbaudenkmale
| Lage                                           | Bezeichnung     | Beschreibung      | ID       | Bild |
| ---------------------------------------------- | --------------- | ----------------- | -------- | ---- |
| Enziangasse 8 52° 6′ 35″ N, 9° 37′ 25″ O       | Wohnhaus        |                   | 31290850 | BW   |
| Hohe Warte Straße 2 52° 6′ 31″ N, 9° 37′ 28″ O | Wohnhaus        |                   | 31290937 | BW   |
| Kirchbrink 52° 6′ 36″ N, 9° 37′ 20″ O          | Christus-Kirche | Kirche (Bauwerk)  | 31291000 |      |
| Steigerbrink 52° 6′ 51″ N, 9° 37′ 32″ O        | Hüttenstollen   | Stollen (Bergbau) | 31291061 |      |

## Salzhemmendorf
Baudenkmale im Ortsteil Salzhemmendorf.

### Gruppe: Badestraße 6
Die Gruppe „Badestraße 6“ hat die ID 31288161.

| Lage                                    | Bezeichnung   | Beschreibung | ID       | Bild |
| --------------------------------------- | ------------- | ------------ | -------- | ---- |
| Badestraße 6 52° 3′ 58″ N, 9° 35′ 21″ O | Alte Apotheke | Wohnhaus     | 31291167 | BW   |
| Badestraße 6 52° 3′ 58″ N, 9° 35′ 25″ O | Scheune       |              | 31291192 | BW   |
| Badestraße 6 52° 3′ 58″ N, 9° 35′ 21″ O | Mauer         |              | 31291212 | BW   |

### Gruppe: Wohnhäuser Hauptstraße 22, 24
Die Gruppe „Wohnhäuser Hauptstraße 22, 24“ hat die ID 31287975.

| Lage                                      | Bezeichnung | Beschreibung | ID       | Bild |
| ----------------------------------------- | ----------- | ------------ | -------- | ---- |
| Hauptstraße 22 52° 3′ 58″ N, 9° 35′ 19″ O | Wohnhaus    |              | 31291304 | BW   |
| Hauptstraße 24 52° 3′ 58″ N, 9° 35′ 20″ O | Wohnhaus    |              | 31291326 | BW   |

### Gruppe: Kirche und Wohnbauten Kirchplatz
Die Gruppe „Kirche und Wohnbauten Kirchplatz“ hat die ID 31287997.

| Lage                                            | Bezeichnung               | Beschreibung     | ID       | Bild |
| ----------------------------------------------- | ------------------------- | ---------------- | -------- | ---- |
| Kirchplatz 52° 3′ 56″ N, 9° 35′ 27″ O           | St. Margaretha            | Kirche (Bauwerk) | 31291496 |      |
| Kirchplatz 52° 3′ 56″ N, 9° 35′ 27″ O           | Kirchhof                  |                  | 31291477 | BW   |
| Kirchplatz 52° 3′ 57″ N, 9° 35′ 26″ O           | Kreuzstein                |                  | 31291542 |      |
| Kirchplatz 52° 3′ 55″ N, 9° 35′ 26″ O           | Kriegerdenkmal            |                  | 31291520 | BW   |
| Alleestraße 2 a, 2 b 52° 3′ 57″ N, 9° 35′ 28″ O | „Pforthaus“, Pförtnerhaus | Wohnhaus         | 31291584 | BW   |
| Kirchplatz 6 52° 3′ 56″ N, 9° 35′ 29″ O         | Pfarrhaus                 |                  | 31291562 | BW   |

### Gruppe: Jüdischer Friedhof
Die Gruppe „Jüdischer Friedhof“ hat die ID 31287963.

| Lage                                     | Bezeichnung        | Beschreibung | ID       | Bild |
| ---------------------------------------- | ------------------ | ------------ | -------- | ---- |
| Limberger Weg 52° 3′ 46″ N, 9° 35′ 38″ O | Jüdischer Friedhof | Friedhof     | 31291606 | BW   |

### Gruppe: Hofstelle Osterstraße 9
Die Gruppe „Hofstelle Osterstraße 9“ hat die ID 31288150.

| Lage                                    | Bezeichnung              | Beschreibung | ID       | Bild |
| --------------------------------------- | ------------------------ | ------------ | -------- | ---- |
| Osterstraße 9 52° 4′ 3″ N, 9° 35′ 37″ O | Wohn-/Wirtschaftsgebäude |              | 31291647 | BW   |
| Osterstraße 9 52° 4′ 4″ N, 9° 35′ 36″ O | Gewölbekeller            | Erdkeller    | 31291628 | BW   |

### Einzelbaudenkmale
| Lage                                      | Bezeichnung              | Beschreibung | ID       | Bild |
| ----------------------------------------- | ------------------------ | ------------ | -------- | ---- |
| Alleestraße 2 52° 3′ 58″ N, 9° 35′ 29″ O  | Wohnhaus                 |              | 31291125 | BW   |
| Badestraße 4 52° 3′ 58″ N, 9° 35′ 24″ O   | Wohnhaus                 |              | 31291146 | BW   |
| Badestraße 11 52° 4′ 0″ N, 9° 35′ 28″ O   | Wohn-/Wirtschaftsgebäude |              | 31291230 | BW   |
| Hauptstraße 14 52° 4′ 1″ N, 9° 35′ 15″ O  | Wohn-/Geschäftshaus      |              | 31291251 | BW   |
| Hauptstraße 18 52° 4′ 0″ N, 9° 35′ 16″ O  | Wohn-/Wirtschaftsgebäude |              | 31291288 | BW   |
| Hauptstraße 28 52° 3′ 58″ N, 9° 35′ 22″ O | Apotheke                 |              | 31291348 | BW   |
| Hauptstraße 32 52° 3′ 56″ N, 9° 35′ 23″ O | Wohnhaus                 |              | 31291365 | BW   |
| Hauptstraße 46 52° 3′ 53″ N, 9° 35′ 25″ O | Wohnhaus                 |              | 31291267 | BW   |
| Hauptstraße 46 52° 3′ 53″ N, 9° 35′ 25″ O | Wohnhaus                 |              | 31291445 | BW   |
| Hauptstraße 62 52° 3′ 48″ N, 9° 35′ 26″ O | Wohnhaus                 |              | 31291461 | BW   |
| Quellweg 52° 3′ 44″ N, 9° 35′ 18″ O       | Brücke (Bauwerk)         |              | 31291667 | BW   |

## Thüste
Baudenkmale im Ortsteil Thüste.

### Gruppe: Wohnhäuser Am Kirchstieg 3–7
Die Gruppe „Wohnhäuser Am Kirchstieg 3–7“ hat die ID 31287941.

| Lage                                       | Bezeichnung | Beschreibung | ID       | Bild |
| ------------------------------------------ | ----------- | ------------ | -------- | ---- |
| Am Kirchsteig 3 52° 1′ 28″ N, 9° 37′ 47″ O | Wohnhaus    |              | 31291709 | BW   |
| Am Kirchsteig 5 52° 1′ 28″ N, 9° 37′ 46″ O | Wohnhaus    |              | 31291729 | BW   |
| Am Kirchsteig 7 52° 1′ 27″ N, 9° 37′ 45″ O | Wohnhaus    |              | 31291751 | BW   |

### Gruppe: Hofanlage Lange Straße 65
Die Gruppe „Hofanlage Lange Straße 65“ hat die ID 31287897.

| Lage                                       | Bezeichnung | Beschreibung | ID       | Bild |
| ------------------------------------------ | ----------- | ------------ | -------- | ---- |
| Lange Straße 65 52° 1′ 34″ N, 9° 38′ 15″ O | Wohnhaus    |              | 31292005 | BW   |

### Einzelbaudenkmale
| Lage                                          | Bezeichnung       | Beschreibung | ID       | Bild |
| --------------------------------------------- | ----------------- | ------------ | -------- | ---- |
| Friedhof 52° 1′ 40″ N, 9° 38′ 18″ O           | Grabdenkmal       |              | 31291859 | BW   |
| Friedhof 52° 1′ 40″ N, 9° 38′ 17″ O           | Grabdenkmal I     | Grabdenkmal  | 31291817 | BW   |
| Friedhof 52° 1′ 39″ N, 9° 38′ 17″ O           | Grabdenkmal II    | Grabdenkmal  | 31291838 | BW   |
| Friedhof 52° 1′ 38″ N, 9° 38′ 16″ O           | Kriegerdenkmal    |              | 31291880 | BW   |
| Am Kirchsteig 10 52° 1′ 28″ N, 9° 37′ 44″ O   | Wohnhaus          |              | 31291773 | BW   |
| Am Mühlengraben 16 52° 1′ 31″ N, 9° 38′ 15″ O | Wohnhaus          |              | 31291796 | BW   |
| Lange Straße 18 52° 1′ 33″ N, 9° 37′ 58″ O    | Kapelle (Bauwerk) |              | 31291899 | BW   |
| Lange Straße 51 52° 1′ 33″ N, 9° 38′ 4″ O     | Wohnhaus          |              | 31291962 | BW   |
| Neuer Weg 1 52° 1′ 32″ N, 9° 38′ 23″ O        | Wohnhaus          |              | 31292027 | BW   |

## Wallensen
Baudenkmale im Ortsteil Wallensen.

### Gruppe: Hofanlage Angerstraße 29
Die Gruppe „Hofanlage Angerstraße 29“ hat die ID 31287908.

| Lage                                     | Bezeichnung | Beschreibung | ID       | Bild |
| ---------------------------------------- | ----------- | ------------ | -------- | ---- |
| Angerstraße 29 52° 1′ 7″ N, 9° 37′ 27″ O | Wohnhaus    |              | 31292066 | BW   |
| Angerstraße 29 52° 1′ 7″ N, 9° 37′ 28″ O | Scheune     |              | 31292110 | BW   |
| Angerstraße 29 52° 1′ 7″ N, 9° 37′ 28″ O | Scheune     |              | 31292088 | BW   |

### Gruppe: Wohnhäuser Angerstraße 48, 50, 52
Die Gruppe „Wohnhäuser Angerstraße 48, 50, 52“ hat die ID 31287919.

| Lage                                     | Bezeichnung              | Beschreibung | ID       | Bild |
| ---------------------------------------- | ------------------------ | ------------ | -------- | ---- |
| Angerstraße 48 52° 1′ 6″ N, 9° 37′ 24″ O | Wohn-/Wirtschaftsgebäude |              | 31294152 | BW   |
| Angerstraße 50 52° 1′ 6″ N, 9° 37′ 25″ O | Wohnhaus                 |              | 31292175 | BW   |
| Angerstraße 52 52° 1′ 6″ N, 9° 37′ 26″ O | Wohnhaus                 |              | 31292197 | BW   |

### Gruppe: Jüdischer Friedhof
Die Gruppe „Jüdischer Friedhof“ hat die ID 31288197.

| Lage                       | Bezeichnung        | Beschreibung | ID       | Bild           |
| -------------------------- | ------------------ | ------------ | -------- | -------------- |
| 52° 0′ 47″ N, 9° 37′ 12″ O | Jüdischer Friedhof | Friedhof     | 31292716 | Weitere Bilder |

### Gruppe: Kirche und Pfarre Niedertor
Die Gruppe „Kirche und Pfarre Niedertor“ hat die ID 31287930.

| Lage                                      | Bezeichnung       | Beschreibung     | ID       | Bild |
| ----------------------------------------- | ----------------- | ---------------- | -------- | ---- |
| Niedertor 52° 1′ 2″ N, 9° 37′ 15″ O       | St. Martin-Kirche | Kirche (Bauwerk) | 31294152 | BW   |
| Niedertor 52° 1′ 2″ N, 9° 37′ 15″ O       | Kirchhof          |                  | 31292348 | BW   |
| Niedertor 52° 1′ 2″ N, 9° 37′ 13″ O       | Kriegerdenkmal    |                  | 31292328 | BW   |
| Mühlenwall 10 A 52° 1′ 2″ N, 9° 37′ 18″ O | Pfarrhaus         |                  | 31292284 | BW   |

### Einzelbaudenkmale
| Lage                                                   | Bezeichnung         | Beschreibung     | ID       | Bild |
| ------------------------------------------------------ | ------------------- | ---------------- | -------- | ---- |
| Angerstraße 42 52° 1′ 7″ N, 9° 37′ 22″ O               | Wohnhaus            |                  | 31292132 | BW   |
| Angerstraße 42 52° 1′ 6″ N, 9° 37′ 22″ O               | Anbau (Gebäudeteil) |                  | 31292944 | BW   |
| Bachstraße 1 52° 0′ 57″ N, 9° 37′ 28″ O                | Wohnhaus            |                  | 31292643 | BW   |
| Bachstraße 3 52° 0′ 59″ N, 9° 37′ 28″ O                | Wohnhaus            |                  | 31292242 | BW   |
| Bachstraße 52° 1′ 5″ N, 9° 37′ 28″ O                   | Brücke (Bauwerk)    |                  | 31292220 | BW   |
| Hakenroder Straße 10 52° 0′ 32″ N, 9° 36′ 56″ O        | Wohnhaus            |                  | 31292263 | BW   |
| Mühlenwall 18 (u. 10) 52° 1′ 2″ N, 9° 37′ 23″ O        | Stadtmauer          |                  | 37674872 | BW   |
| Niedertor (L 463, km 7,083.) 52° 1′ 7″ N, 9° 37′ 16″ O | Brücke ü. WL Saale  | Brücke (Bauwerk) | 31292306 | BW   |
| Niedertor 22 52° 1′ 12″ N, 9° 37′ 22″ O                | Wohnhaus            |                  | 31292370 | BW   |
| Obertor 21 52° 0′ 57″ N, 9° 37′ 29″ O                  | Scheune             |                  | 31292392 | BW   |
| Obertor 22 52° 0′ 58″ N, 9° 37′ 18″ O                  | Wohnhaus            |                  | 31292453 | BW   |
| 52° 0′ 53″ N, 9° 37′ 7″ O                              | Kriegerdenkmal      |                  | 31292048 | BW   |